# Раздолье (Краснокамский район)
Раздолье (баш. Раздолье) — деревня в Краснокамском районе Республики Башкортостан Российской Федерации. Административный центр Раздольевского сельсовета. Согласно переписи 2020 года население составляло 1067 человек.

## География

### Географическое положение
Расстояние до:
- районного центра (Николо-Берёзовка): 21 км,
- ближайшей ж/д станции (Амзя): 10 км.

## Население
| 2002 | 2009  | 2010  |
| ---- | ----- | ----- |
| 786  | ↗1154 | ↘1084 |

Национальный состав
Согласно переписи 2002 года, преобладающие национальности — русские (35 %), башкиры (29 %).

## Религия
В селе есть православная церковь святых царственных страстотерпцев.